# I AM.
I AM. (ou "I AM. - SM Town Live World Tour in Madison Square Garden") é um documentário sul-coreano sobre 32 artistas de K-pop da SM Town em sua jornada para se tornar os primeiros cantores asiáticos a apresentar um grande concerto da turnê SMTown Live '10 World Tour no Madison Square Garden, em Nova Iorque. O lançamento do filme estava originalmente previsto para o dia 10 de maio de 2012 na Coreia do Sul, mas foi adiado para 21 de junho de 2012, devido a problemas de áudio.

## Sinopse
Estrelado por 32 artistas da SM Town. O filme reflete o passado, presente e futuro de cada artista com gravações dos bastidores que seguem os artistas em seus ensaios, revelando seu dia-a-dia. Também apresenta entrevistas, diários de vídeo e arquivos nunca antes vistos.

## Elenco
- Kangta
- BoA
- TVXQ: U-Know YunHo, Max ChangMin
- Super Junior: Leeteuk, Yesung, Shindong, Sungmin, Eunhyuk, Donghae, Siwon, Ryeowook e Kyuhyun
- Girls' Generation: Taeyeon, Jessica, Sunny, Tiffany, Hyoyeon, Yuri, Sooyoung, Yoona e Seohyun
- SHINee: Onew, Jonghyun, Key, Minho e Taemin
- f(x): Victoria, Amber, Luna, Sulli e Krystal

## Música
Em 24 de abril de 2012 a SM Town lançou a canção tema do filme "Dear My Family", juntamente com seu vídeo musical. É um remake da música de mesmo nome, a partir do terceiro álbum de Yoo Young-jin lançado em 2001, assim como também do álbum 2002 Winter Vacation in SMTown.com – My Angel My Light, cantada por Kangta, Moon Hee-joon, S.E.S., Shinhwa, Fly to the Sky e BoA. A versão de 2012 é cantada por BoA, Kangta, TVXQ, Yesung do Super Junior, Taeyeon do Girls' Generation, Jonghyun do SHINee, Luna do f(x) e Luhan & D.O do EXO.

## Pré-estreia
Em 30 de abril de 2012 o elenco participou de uma pré-estreia do filme, realizada no cinema CJ CGV, em Yeongdeungpo-gu, Seul. O evento foi transmitido ao vivo em coreano, inglês, japonês e chinês, através das plataformas on-line e móvel.
Participantes:
- KangTa
- TVXQ
- Super Junior (exceto Leeteuk e Siwon)
- Girls' Generation (exceto Yuri e Yoona)
- SHINee
- f(x) (exceto Victoria)

## Lançamentos internacionais
- Estados Unidos: 15 de maio de 2012 no Los Angeles Asian Pacific Film Festival.[7]
- Indonésia: 18-20 de maio de 2012 no Blitz Megaplex em Jacarta.[8]
- Hong Kong: 18-30 de maio de 2012[9]
- Singapura: 25 de maio de 2012
- Taiwan: 25 de maio de 2012[10]
- Japão: 2 de junho de 2012[11] [12][13]
- Tailândia: 7-8 de julho de 2012 (somente no Paragon Cineplex em Siam Paragon, Bangkok)
- Vietnã: 22 de junho de 2012[14]

## Lançamentos de DVD
- Japão: 3 de outubro de 2012[15]
- Estados Unidos: 6 de novembro de 2012[16]